# Сибкабель
«Сибкабель» — предприятие в Томске, один из ведущих производителей кабельной продукции в России. Входит в ООО «Холдинг кабельный Альянс» и ООО «УГМК-Холдинг» (Уральская горно-металлургическая компания).

## История
Предприятие ведёт свою историю от эвакуации в 1941 году в Томск после начала Великой Отечественной войны двух московских заводов — «Москабель» и «Электропровод». Первый эшелон с работниками предприятия прибыл в Томск 8 декабря 1941 года. Два последующих месяца ушло на размещение оборудования в выделенных под эвакуированное производство помещениях Дома науки им. П. И. Макушина, Мукомольно-элеваторного техникума (ныне — 2-й и 3-й корпуса ТГАСУ) и здании бывшего окружного суда (нынешний адрес: переулок Макушина, 8), в котором тогда находились лесотехнический и зооветеринарный техникумы. Первая продукция — обмоточный кабель — была выпущена в апреле 1942 года.
В 1952 году для подготовки новых производственных кадров при заводе организуется электромеханический техникум, под размещение которого выделяется сначала часть, а позже — всё здание бывшего окружного суда. В 1996 году, после расформирования этого учебного заведения, здание было передано томскому областному суду.)
В 1958 году в конце проспекта Фрунзе были построены цеха по производству кабельной эмали, позже объединенные в завод «Эмальпровод».
В 1971 году кабельный завод и научно-исследовательский институт НИКИ с опытным производством были объединены в ПО (производственное объединение) «Сибкабель», которое в 1992 году акционировано.

## Современное состояние
Номенклатура выпускаемых изделий содержит свыше 20 тысяч марок кабелей и проводов.
В составе завода 5 цехов основного производства. Производственная площадь цехов — 60000 квадратных метров.
Численность работающих — около 1170 человек.

## Руководство
Директор — Алексей Николаевич Жужин. Ранее — Алексей Иванович Кочетков.